# Wojciech Wojciechowski (ur. 1870)
Wojciech Wojciechowski (ur. 1870 w Biskupicach, zm. 25 kwietnia 1923 w Warszawie) – polski rolnik, polityk i działacz społeczny, poseł na Sejm I kadencji w II RP z ramienia Związku Ludowo-Narodowego.

## Życiorys
Uzyskał wykształcenie domowe. Mieszkał w Otrębusach, gdzie prowadził gospodarstwo rolne. Był członkiem rady gminnej oraz sejmiku powiatowego. Sprawował funkcję ławnika sądu pokoju. Był także członkiem zarządu Stowarzyszenia Rolniczo-Handlowego w Brwinowie. 
W wyborach w 1922 uzyskał mandat z listy nr 8 (Chrześcijański Związek Jedności Narodowej) w okręgu wyborczym nr 12 (pow. Błonie, Skierniewice, Rawa i Grójec). W Sejmie był członkiem klubu Związku Ludowo-Narodowego. Pracował w komisji do walki z drożyzną.
Zmarł na udar w trakcie kadencji 25 kwietnia 1923, gdy przebywał w odwiedzinach u swojego brata. Jego miejsce w Sejmie zajął Rafał Sygietowicz.

## Rodzina
Był synem Michała i Marianny z Cyprysiaków. 9 listopada 1890 w kościele św. Floriana w Brwinowie ożenił się z Katarzyną Longocką.